# Muldentalkreis
Muldentalkreis var en Landkreis i norra delen av den tyska delstaten Sachsen med Grimma som huvudort. Sedan 2008 har den uppgått i den sammanslagna Landkreis Leipzig, med Borna som ny centralort. I området bodde 131 959 människor i september 2005. 

## Geografi
Muldentalkreis gränsade i norr till Landkreis Delitzsch, i nordöst och öster till Landkreis Torgau-Oschatz, i sydost Landkreis Döbeln, i söder Landkreis Mittweida och i väster Landkreis Leipziger Land.
Landkreisen fick sitt namn efter floden Mulde som rinner upp här när Freiberger Mulde och Zwickauer Mulde flyter samman.

## Historia
Muldentalkreis kom till 1994 genom sammanslagningen av Landkreis Grimma och Landkreis Wurzen. Några Gemeinde runt Bad Lausick, som tidigare tillhört andra Landkreise, anslöts också.
Den 1 augusti 2008 slogs Landkreis Leipziger Land och Muldentalkreis samman för att bilda det nya Landkreis Leipzig.

## Administrativ indelning
Följande städer och Gemeinde tillhörde tidigare Muldentalkreis (invånarantal 2005):

### Städer
- Bad Lausick (8 926)
- Brandis (9 786)
- Colditz (5 222)
- Grimma (19 803)
- Mutzschen (2 327)
- Naunhof (8 728)
- Nerchau (4 118)
- Trebsen/Mulde (4 301)
- Wurzen (15 014)

### Gemeinden
- Belgershain (3 529)
- Bennewitz (5 278)
- Borsdorf (8 389)
- Falkenhain (3 947)
- Großbothen (3 602)
- Hohburg (3 055)
- Kühren-Burkartshain (2 903)
- Machern (6 801)
- Otterwisch (1 548)
- Parthenstein (3 776)
- Thallwitz (3 908)
- Thümmlitzwalde (3 490)
- Zschadraß (3 508)